# Duncan Lamont Clinch
Duncan Lamont Clinch (6 de abril de 1787 – 28 de octubre de 1849) fue  un oficial de ejército de los Estados Unidos y sirvió como comandante durante la Primera y Segunda Guerras Seminolas. También sirvió en la Cámara de Representantes de los Estados Unidos, por parte de  Georgia (Estados Unidos).
Nacido en Carolina del Norte, Clinch fue un soldado de carrera, servía principalmente en los puestos de frontera, cuando estalló la primera guerra semínola  en 1816.  Mientras estaba al mando del ejército en Georgia del sur, el General Andrew Jackson ordenó al  Coronel Clinch que atacara las  posiciones Seminolas en el Fuerte Negro, un fuerte británico abandonado a lo largo del Río Apalachicola que se había convertido en un asilo seguro para esclavos fugitivos, para que capturase a estos esclavos fugitivos escondidos en la fortaleza.
Con el apoyo de las cañoneras, el ataque Clinch en el puesto de avanzada causó un gran impacto cuando una explosión, como resultado del ataque de la artillería naval fue a parar al polvorín del fuerte, causando la muerte de cientos de seminolas y esclavos, lo que contribuyó al inicio de la primera guerra semínola.  Clinch también serviría durante la Segunda Guerra Seminol con el comandante Francis L. Dade antes de su muerte en 1849 en Macon, Georgia.

## Honores
El Condado de Clinch fue nombrado así en su honor.
El parque estatal Fort Clinch State Park en Isla de Amelia, Florida también fueron nombrados así por el General Duncan Lamont Clinch.  El Fuerte se encuentra en  2601 Atlantic Avenue, Fernandina Beach, Florida 32034.

## Familia
Su hijo, el coronel Duncan Lamont Clinch Jr., estuvo al mando del 4 º de Caballería CSA Georgia durante la guerra civil estadounidense. Esta unidad luchó en la Batalla de Olustee en Florida y también en la campaña de Atlanta más tarde en 1864. 

## Para saber más
- Covington, James W. The Seminoles of Florida, Gainesville: University Press of Florida, 1993.

- Datos: Q1265423
- Multimedia: Duncan Lamont Clinch / Q1265423